# 臺中市龍井區龍泉國民小學
臺中市龍井區龍泉國民小學（簡稱龍泉國小），位於臺中市龍井區，1920年創校。初為「龍目井公學校」，首任校長林開藏接任。此即為龍泉國小之前身；大正11年(1922)4月1日，校名首次更改，為「龍井第二公學校」，昭和元年(1926)校名第二次更改，為「龍泉公學校」。民國三十四年(1945)十月二十五日，校名改稱為「龍泉國民學校」，民國五十七年(1968)校名改為「龍泉國民小學」。2010年12月25日隨著臺中縣市合併升格，改制為「臺中市龍井區龍泉國民小學」，全校佔地約18406.0平方公尺。

## 歷任校長
1. 林開藏：大正9年4月[1]
2. 內藤材：大正9年9月9月[1]
3. 增永又彥：大正11年4月[1]
4. 道山一夫：大正14年4月[1]
5. 加藤龍勝：昭和10年3月[1]
6. 纛豬股清四郎：昭和14年8月[1]
7. 星原益雄：昭和16年4月[1]
8. 今村重雄：昭和19年9月[1]
9. 陳淇祥：民國34年10月[1]
10. 陳永珍：民國35年6月[1]
11. 楊釋珪：民國40年9月[1]
12. 周貽謀：民國51年2月[1]
13. 陳仁鏡：民國57年10月[1]
14. 李錦淇：民國60年11月[1]
15. 林伯森：民國67年10月[1]
16. 陳埵相：民國74年9月[1]
17. 紀孟標：民國86年8月[1]
18. 徐春龍：民國97年8月[1]
19. 陳勇男：民國103年8月[1]

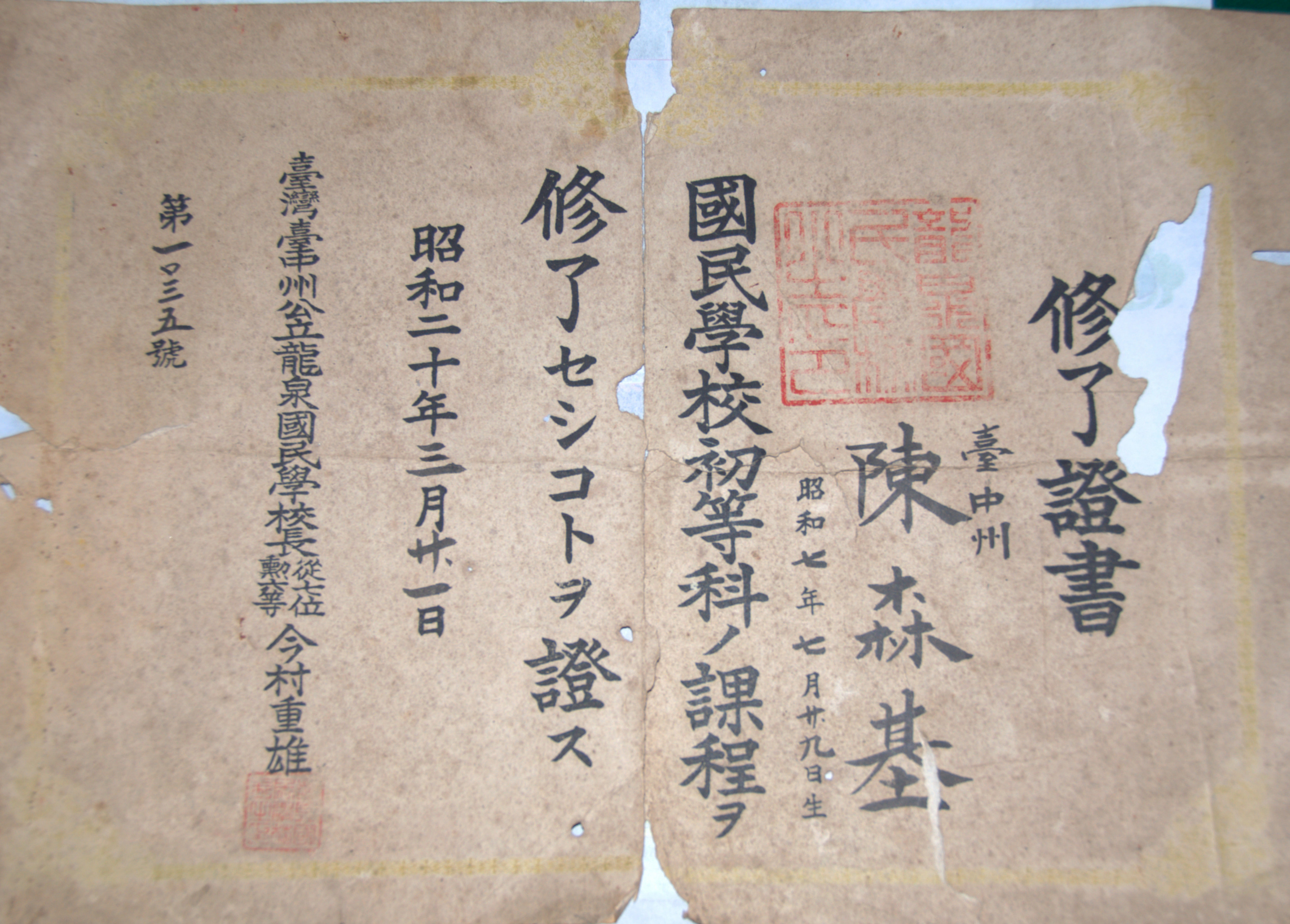
見證台灣日治時代臺中州龍井庄當地「龍泉國民學校」之畢業證書，時任最後一位日人校長今村重雄所頒發。

20. 王銘男：民國111年8月[來源請求]

## 外部連結
- 龍泉國小 （页面存档备份，存于）
- 臺中市教育局全球資訊網 （页面存档备份，存于）